# Увага: Відьми!
«Увага: Відьми!» (рос. «Внимание: Ведьмы!») — радянський художній фільм 1990 року, знятий режисером Олександром Амеліним.

## Сюжет
За мотивами повісті М. Казовського «Пояс Тітіміті». Дільничний інспектор Павло Храпунцов відстежує у своєму мікрорайоні секту з містичним ухилом.

## У ролях
- Олександр Калугін — Павло Храпунцов, лейтенант
- Тетяна Лютаєва — Клементіна, відьма
- Юрій Медведєв — В'ячеслав Никифоров, майор міліції
- Павло Кормунін — Андрій Олегович, безногий інвалід
- Олена Торшина — Лера, наречена Павла
- Любов Малиновська — Ірина Рогова, пильна громадянка
- Олександра Свенська — Маріула Михайлівна, мама Лери
- Петро Бенюк — Філіп Тимофійович, батько Лери
- Олексій Моїсеєв — Сергій Курашов, «хуліган»
- Андрій Булавцев — Буйков
- Олена Березовська — епізод
- Василь Гуляєв — епізод
- Валерій Гур'єв — епізод
- Георгій Деревянський — робітник
- С. Дубенко — епізод
- Марина Жуковська — бібліотекар
- Наталія Іноземцева — епізод
- Ю. Краснопольський — епізод
- Семен Крупник — лікар-психіатр
- Тетяна Макуцинська — епізод
- Олег Мельник — епізод
- Олександр Морєв — епізод
- Сергій Манн — епізод
- Рудольф Мухін — робітник
- В. Моїсеєнко — епізод
- А. Писарський — епізод
- А. Рахманова — епізод
- А. Сілак — епізод
- Злата Смирнова-Солодовникова — епізод
- І. Степаненко — епізод
- Д. Хоров — епізод
- Ю. Цаплакова — епізод
- Віра Царьова — епізод
- Сергій Юрков — епізод
- В. Запуніді — епізод

## Знімальна група
- Режисер — Олександр Амелін
- Сценарист — Рафаель Агаджанян
- Оператор — Вадим Авлошенко
- Композитор — Євген Дога
- Художник — Галина Щербина